# Aqualad (Kaldur'ahm)
Kaldur'ahm es uno de dos superhéroes ficticios con nombre en código Aqualad y Aquaman en las historias publicadas por DC Comics. Creado por Greg Weisman, Brandon Vietti y Phil Bourassa para la serie de televisión Young Justice, el personaje fue adaptado posteriormente para los cómics originales por Geoff Johns e Ivan Reis, debutando con el nombre Jackson Hyde en Brightest Day #4 (Junio de 2010).

## Historia de publicación
Jackson Hyde apareció por primera vez en los cómics en Brightest Day #4 (Junio de 2010), que coincidió con la aparición de Aqualad en la serie animada de 2010 Young Justice. Él es un adolescente de Nuevo México. En un teaser póster del evento Brightest Day, él aparece usando habilidades de "agua dura" para crear una espada. Esta habilidad se había pensado que pertenecía exclusivamente a la esposa de Aquaman, Mera, y a la gente de su mundo.

## Aparición enYoung Justice
En la serie animada Young Justice, Aqualad tiene la voz de Khary Payton. Es elegido por unanimidad por el equipo para ser su líder. Él había creído que era el hijo de Calvin "Cal" Durham, antiguamente un secuaz del super-villano Manta Negra enviado para infiltrarse en la Atlántida que desertó para establecerse con la madre de Aqualad, Sha'lain'a de Shayeris. En la segunda temporada de la serie descubrió que era en realidad el hijo de Manta Negra. Debido a que el personaje fue creado originalmente para la serie animada, antes de ser puesto en Brightest Day, él tiene un origen diferente de su homólogo de cómics, incluyendo ser un ciudadano de la Atlántida que desarrolló sus poderes en un año estudiando hechicería atlante. A pesar de que todavía mantiene el nombre de nacimiento de Kaldur'ahm, no utiliza el alias de Jackson Hyde creado por los cómics.  Es interpretado como el miembro más maduro del grupo. El episodio "Tiempo de inactividad", revela que él y su amigo Garth habían salvado la vida de Aquaman durante una batalla con Amo del Océano. Aquaman se ofreció a tomar a ambos adolescentes como sus protegidos, pero Garth optó por permanecer en la Atlántida para continuar sus estudios en brujería, mientras que Kaldur optó por viajar con Aquaman y convertirse en Aqualad. Él también tenía interés en una chica llamada Tula, quien se enamoró con Garth después que Kaldur dejó la Atlántida.
En la temporada dos, titulada Young Justice: Invasion, establecida cinco años más tarde, Kaldur está trabajando encubierto con Manta Negra, para que Nightwing pueda averiguar quién es el compañero de la Luz. En el episodio "Profundidades" Manta Negra envía a Kaldur y los Hombres Manta a interrumpir el lanzamiento de un satélite en Aviones Ferris, donde él y Nightwing fingen la muerte de Artemis para ponerla de incógnito como Tigresa. En "Lo más oscuro", Aqualad, Tigresa, y un equipo de súper villanos rastrean a Impulse y Escarabajo Azul al Monte Justicia, los captura, junto con Chico Bestia, y destruyen el Monte Justicia con una bomba. Más tarde se reveló que él en secreto le dio Nightwing un dispositivo de rastreo (que corresponde a un rastreador que le inyectó Chico de Laguna). En "Antes del amanecer", Miss Martian enfrentó y atacó mentalmente a Aqualad como venganza por el supuesto asesinato de Artemis, pero cae en un estado de culpa cuando se entera sobre la misión secreta de él y Artemis. Artemis llegó, conmocionada por lo que Miss Martian había hecho, y escapa con un Aqualad catatónico.
Artemis manipula a Manta Negra para que capture a Miss Martian para reparar la mente de Kaldur. Después de que Miss Martian lo logra, Aqualad finge permanecer catatónico para salvar a Manta Negra de matarla y le pide que escape. Más tarde, durante una cumbre entre la Luz y el embajador Reach Escarabajo Negro, el engaño de Artemis y Aqualad es revelado y Miss Martian, disfrazada como Deathstroke, finge su muerte. Aqualad posteriormente revela la perdurable traición de la Luz a la
Reach por un holograma y él y Artemis y Miss Martian revelan su juego. Durante un conflicto sustancial entre la Luz, los Reach, y las fuerzas reunidas del Equipo que se había infiltrado en los soldados de la Luz, Aqualad derrota a Manta Negra y poco después se revela que él también había sido el que derrotó a Deathstroke.
En la tercera temporada de la serie, titulada "Young Justice: Outsiders", Kaldur'ahm ya forma parte de la liga de la justicia, reemplazando al original Aquaman y portando el nombre del mismo. Aunque no se sabe hasta el momento que pasó con Arthur Curry (El primer Aquaman) y otros miembros principales de la liga, en varias ocasiones se ve a Kaldur como vocero oficial de la liga de la justicia, dejando en claro que ha dejado de ser el líder del equipo de jóvenes que protagonizan la serie.

## Historia de los cómics
Jackson Hyde y su novia Maria de tanto en tanto son dibujados por primera vez en los eventos de Brightest Day después de presenciar a Hombre Muerto, Halcón y Paloma activando la Batería de la Linterna Blanca, que había aterrizado en Silver City, Nuevo México después de los eventos de Blackest Night. Cuando la batería comienza a hablar con los héroes, los tatuajes en el brazo derecho de Jackson comienzan a brillar. Jackson Hyde es un estudiante promedio que se aburre mucho en Silver City, Nuevo México. Desde muy joven, le han enseñado sus padres a temerle al agua; no lo quieren cerca de ella porque sus verdaderos padres serían capaces de localizarlo, por no mencionar que ciertos cambios le suceden a Jackson cuando se mete en el agua.
Jackson ha mantenido este secreto oculto durante años, mintiéndole a su novia sobre tener miedo de ahogarse, al no poder nadar y estar en la oscuridad por los misteriosos tatuajes que ha tenido desde que nació. Él ha hecho todo lo posible para evitarlo. Aquaman es contactado más tarde por la Entidad, que le dice que localice a Jackson antes de que un segundo grupo no identificado, que se especula que es Sirena y su Escuadrón de la Muerte.
Jackson es visto fuera de su casa durante una tormenta, donde exhibe sus habilidades por primera vez. Mientras empezaba a controlar el agua de la lluvia, sus tatuajes y sus ojos comenzaron a brillar intensamente. En este momento se revela que posee branquias y manos palmeadas. También se reveló que Manta Negra es en realidad su verdadero padre, y que Mera también tiene algún tipo de conexión con él.
Tras presenciar a Jackson en la lluvia, su padre adoptivo le lleva a una cabaña junto al mar. Él le dice que Mera le había entregado a Jackson, pidiendo que lo mantenga alejado de sus padres, y recibió un cofre de la Atlántida para que abra cuando se descubra la verdad. Antes de que el cofre se pueda abrir, Manta Negra, junto con Siren y su Escuadrón de la Muerte, ataca. Jackson (usando su habilidad para crear construcciones de agua dura) defiende a su padre adoptivo, pero no puede impedir que Manta Negra le dispare un dardo en forma de tridente a él. El padre adoptivo de Jackson habría muerto de no ser por la intervención de Aquaman, que bloquea y aplasta el dardo. Aquaman lleva a Jackson y su padre adoptivo a un lugar seguro donde se les explica todo. El cofre se abre, que activa un mapa. Usando el mapa, los dos descubren un cofre sellado que sólo Jackson puede abrir. Una vez que se abre el cofre, a Jackson se le muestra una grabación de Mera, que explica que su padre y su madre habían sido secuestrados y torturados por el pueblo de Xebel (una colonia penal atlante extradimensional) mientras explora el Triángulo de las Bermudas, donde se encuentra la entrada a la colonia. El rey de Xebel había ordenado que el niño, el primer "forastero" nacido allí en siglos, sea experimentado con el fin de servir como una clave que finalmente los liberaría de su exilio. Temiendo por la seguridad del niño, Mera había robado al bebé y lo llevó a la mundo de la superficie, donde posteriormente fue dado a la familia adoptiva que acabó criándolo. También revela su verdadero nombre; Kaldur'ahm. Una vez que la grabación ha terminado, Jackson descubre varios objetos que Mera había dejado para él, sobre todo el uniforme de un soldado de Xebel y un par de "Portadores de Aguas", construcciones metálicas que le ayudan a controlar sus habilidades de manipulación de agua.
Aquaman y Jackson finalmente terminan en Miami, Florida, donde Manta Negra y Siren están liderando un ejército de guerreros de Xebel en una invasión a gran escala. Jackson utiliza con éxito sus portadores de agua para crear espadas, que él utiliza para luchar contra las tropas atacantes, e incluso brevemente aguanta él solo en un duelo con Siren. Después que Manta Negra corta la mano derecha de Aquaman, Jackson ataca a su padre y le recrimina por ponerse del lado de la gente que mató a su propia esposa, sólo para que Manta Negra tire a Jackson al suelo y fríamente le declara que tanto él como su madre no significan nada para él. Cuando Manta Negra está a punto de atravesar a su hijo con una de sus espadas, Mera llega con Aquagirl, que salva a Jackson al patear a su padre en la cara. Después de usar sus habilidades bio-eléctricas para cauterizar la herida de Aquaman, Jackson y Mera son capaces de trabajar juntos para encerrar a Manta Negra, Siren, y al resto de los invasores, en el Triángulo de las Bermudas. Como los héroes celebran, Jackson aparece comenzando a albergar un flechazo por Aquagirl. Después, Mera le dice a Aquaman que Jackson quiere continuar su formación. Aquaman le informa que ya ha contactado con los Titanes.
Después que Damian Wayne se une a los Jóvenes Titanes, una visión de Jackson llegando a la Torre de los Titanes y enfrentando a Superboy, Wonder Girl, Chico Bestia y Kid Flash aparece como parte de un collage de eventos futuros que afectarán al equipo.

### The New 52/DC: Renacimiento
Aqualad estaba destinado inicialmente a aparecer en el primer número del título relanzado Jóvenes Titanes en The New 52, pero en su lugar aparecerá en otro libro, en DC Universe: Rebirth. Finalmente, debutará en Teen Titans Vol.6 #6 de la iniciativa DC Renacimiento.

## Poderes y habilidades
Jackson Hyde ha demostrado poseer la habilidad de respirar bajo el agua, así como una resistencia mejorada. Él puede adaptar sus ojos para ver en lo más oscuro del fondo de los océanos. Él cuenta con rajas de papada en los lados de su cuello, presumiblemente, lo que le permite extraer el oxígeno del agua. También parece demostrar hidroquinesis, la capacidad de aumentar la densidad específica local del agua y luego manipular su forma, similar a Mera y otros ciudadanos de Xebel. Más tarde se le da un par de "Portadores de Agua", armas que le permiten enfocar ese poder, crear formas y armas con el agua. Además, es capaz de descargar potentes rayos de electricidad desde las yemas de sus dedos de una manera similar a la de una anguila eléctrica.

## Otras versiones
- Una versión de Aqualad aparece como una parte de los Jóvenes Titanes Ubernet/Liga de la Justicia en las páginas de Red Robin.[22]

## En otros medios

### Televisión
- Aqualad es uno de los personajes principales de la serie de televisión de Cartoon Network, Young Justice.

- En Teen Titans Go! episodio, "El chofer es Ed," Robin hace que Starfire lo lleve al concierto del DJ Aqualad. El póster del concierto tiene a Kaldur'ahm en él.

- Aqualad aparece en el episodio 45 de Mad, en un segmento que parodia a los Jóvenes Titanes con Titanic.

### Película
- Kaldur'ahm es visto junto a Garth en los eventos de la línea de tiempo corrompida de Justice League: The Flashpoint Paradox. Él y Garth combaten con Deathstroke, pero son dominados y derrotados. Kaldur'ahm es presumiblemente asesinado en la batalla final contra las amazonas.

### Videojuegos
- Aqualad aparece como un personaje principal en el videojuego Young Justice: Legacy, que se desarrolla entre la temporada uno y dos de la serie de televisión Young Justice. Khary Payton repite el papel.

- Aqualad aparece como un personaje jugable en Lego DC Super-Villains.